# José Saramago

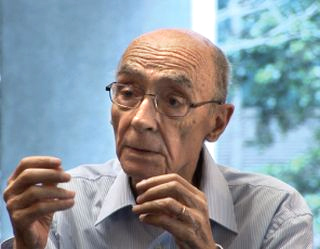
José Saramago (2008)

José Saramago (ʒuˈzɛ sɐɾɐˈmaɣu) (* 16. November 1922 als José de Sousa Saramago in Azinhaga, Portugal; † 18. Juni 2010 in Tías auf Lanzarote) war ein portugiesischer Romancier, Lyriker, Essayist, Erzähler, Dramatiker und Tagebuchautor. 1998 wurde ihm der Nobelpreis für Literatur verliehen.
Die Stiftung Fundação José Saramago kümmert sich um Nachlass und Gedenken an José Saramago und fungiert auch als Museum, mit Sitz in der historischen Casa dos Bicos in Lissabon und einer Außenstelle in Azinhaga.

## Leben

### Frühe Jahre
Am 16. November 1922 wurde Saramago in der Mitte Portugals in dem Dorf Azinhaga im Ribatejo geboren. Seine Eltern José de Sousa und Maria da Piedade und deren Familien waren landlose Landarbeiter, die in den Latifundien der Großgrundbesitzer arbeiteten. Der Standesbeamte fügte auf eigene Initiative den Beinamen „Saramago“ zu seinem eigentlichen Namen „José de Sousa“ hinzu, durch den die Familie seines Vaters im Dorf bekannt war. Saramago ist der Ackerrettich, der den Armen in Portugal als Nahrung diente, ähnlich der wilden Rauke in früheren Zeiten in Deutschland. Als José vier Jahre alt war, wurde die portugiesische Verfassung von den Militärs außer Kraft gesetzt, und es begann eine Diktatur, deren Ende er erst als über Fünfzigjähriger erleben konnte. Erst als Saramago sieben Jahre alt war und in der Grundschule einen Ausweis vorlegen musste, bemerkte die Familie, dass sein voller Name José de Sousa Saramago lautete.
Im Jahr 1924 zog die Familie als Landflüchtlinge nach Lissabon, wo der Vater eine Anstellung als Polizist fand. Wenige Monate nach dem Umzug starb sein ältester Bruder Francisco. Immer wieder verbrachte Saramago längere Zeit seiner Kindheit bei den Großeltern mütterlicherseits auf dem Land in Azinhaga. Er hatte exzellente Zeugnisse, doch seine Familie konnte den Schulbesuch auf dem Gymnasium (Liceu Gil Vicente) nach zwei Jahren nicht weiter finanzieren. Als einzige Möglichkeit blieb ihm der Besuch einer technischen Fachschule. Er wurde Mechaniker und arbeitete zwei Jahre in einer Kfz-Werkstatt. Auf der Industriefachschule kam Saramago zum ersten Mal in Kontakt mit der portugiesischen Literatur, denn der Lehrplan enthielt neben Französisch auch das Fach Literatur. 1936 schenkte ihm seine Mutter sein erstes Buch: „A Toutinegra do Moinho“ (La Fauvette du Moulin) von Émile de Richebourg, ein Feuilletonroman mit sozialkritischem Einschlag. Saramagos Mutter war Analphabetin, und sein Vater konnte die Buchstaben aneinanderreihen und Worte lesen. Saramago war neunzehn Jahre alt, als er zum ersten Mal –, mit von einem Freund geliehenem Geld –, eigene Bücher kaufen konnte.
In den nächsten Jahren nutzte Saramago regelmäßig abends die öffentliche Bibliothek Palácio das Galveias; seine autodidaktischen Studien ermöglichten es ihm bald, in Verlagen und für Zeitungen zu arbeiten, bevor er 1976 freier Schriftsteller wurde. 1944 heirateten José Saramago und die Malerin Ilda Reis. Zu der Zeit war er Angestellter in der portugiesischen Sozialwohlfahrt.

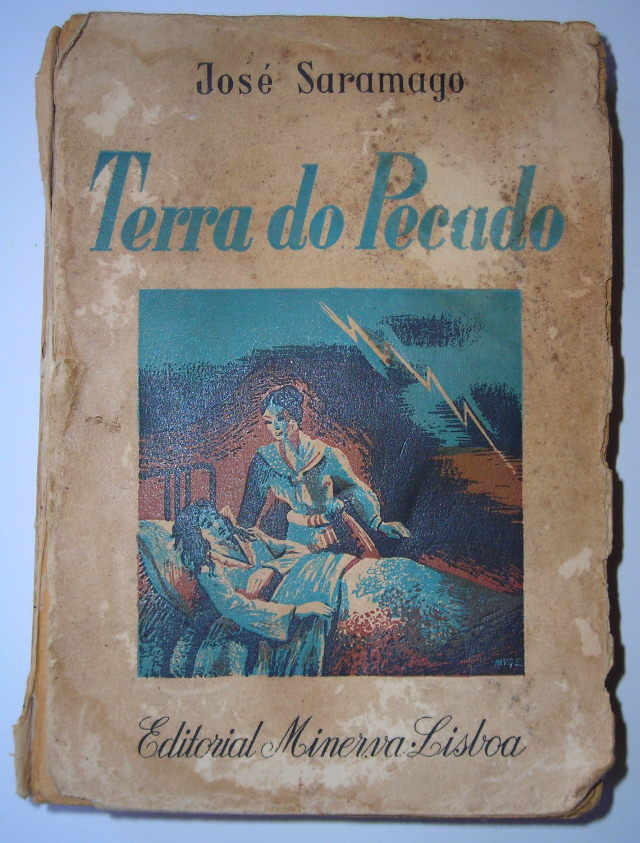
Saramagos erstes Buch: Terra do Pecado, Editorial Minerva, 1947. Galt lange als verschollen und wurde erst 1997 wiederveröffentlicht.

### Literarische Anfänge während der Diktatur
1947 wurde sein einziges Kind Violante geboren, und Saramago schrieb seinen ersten Roman mit dem Titel Die Witwe (A Viúva). Der Verleger änderte den Titel in Land der Sünde (Terra do Pecado), womit Saramago wenig glücklich war. Er schrieb noch einen weiteren, unveröffentlichten Prosatext, Clarabóia. Weitere Schreibversuche führten ihn zu dem Schluss „… dass ich nicht Lohnendes zu sagen habe“. Die nächsten neunzehn Jahre blieben bis 1966 ohne eine Veröffentlichung.
1949 wurde Saramago aus politischen Gründen entlassen. Ende der 1950er Jahre begann er für den Verlag Estúdios Cor in der Produktion zu arbeiten, so dass er viele Schriftsteller kennenlernte und sich mit einigen anfreundete. Er verkehrte häufig im Literatencafé „A Brasileira“, das während der Diktatur ein Ort für oppositionelle Diskussionsrunden war. Diese Tertúlias wurden vom Diktator Salazar toleriert, um sie auch durch die Spitzel der Geheimpolizei PIDE beobachten zu können.
Ab 1955 arbeitete Saramago zusätzlich als Übersetzer von Colette, Pär Lagerkvist, Jean Cassou, Maupassant, André Bonnard, Tolstoi, Baudelaire, Étienne Balibar, Nikos Poulantzas, Henri Focillon, Jacques Roumain, Hegel, Raymond Bayer für verschiedene Verlage. Im Jahr 1966 kehrte er in die Welt der Literatur zurück: er veröffentlichte seinen ersten Gedichtband Os Poemas Possíveis (Die möglichen Gedichte), 1970 seinen zweiten Provavelmente Alegria (Vermutlich Fröhlichkeit).
Ab 1967 war er zudem als Literaturkritiker tätig und schrieb, soweit die Zensur dies zuließ, politische Chroniken für verschiedene Zeitungen in Lissabon. Seine gesammelten Kritiken erschienen 1971 (Deste Mundo e do Outro) und 1973 (A Bagagem do Viajante: crónicas) als Buch. Im Jahre 1969 schloss er sich, im Zuge des wachsenden Widerstandes gegen das Salazar-Regime und den Kolonialkrieg in Angola, der damals verbotenen Kommunistischen Partei Portugals an, in der er immer eine kritische Haltung einnahm und der er als überzeugter und unorthodoxer Linker die unverbrüchliche Treue bis zu seinem Tod hielt – auch weil die KP in Portugal keine Macht hatte. Er unternahm seine erste Auslandsreise, die ihn nach Paris führte. Nach der Scheidung von seiner Ehefrau im Jahr 1970 ging er mit der portugiesischen Schriftstellerin Isabel da Nóbrega eine Beziehung ein, die bis 1986 andauern sollte. 1971 verließ er den Verlag Estúdios Cor und wurde zu einem vielbeachteten Journalisten und tagespolitischen Kommentator. 1972 wurde seine erste Enkelin geboren, und er arbeitete für den Diário de Lisboa.

### Nelkenrevolution
Als Portugal 1974 mit der Nelkenrevolution mit einem friedlichen Militärputsch durch Ablösung der jahrzehntelangen Diktatur Estado Novo die Demokratie erlangte, arbeitete Saramago vorübergehend für das Bildungsministerium und für das Ministerium für soziale Kommunikation. Von April bis November 1975 war er stellvertretender Leiter der Tageszeitung Diário de Notícias. Nach der gescheiterten Rebellion kommunistischer Truppenteile ging das bürgerliche Lager als Sieger hervor, und Saramago verlor seinen Posten. Ohne Aussicht auf eine Anstellung entschied er sich endgültig für ein Leben als freier Schriftsteller.
Saramago entwickelte sich allmählich vom Kolumnisten und Lyriker zum Romancier: Er war bereits 55 Jahre alt, als 1977 sein zweiter Roman Das Handbuch der Malerei und der Kalligraphie erschien. Das Buch zeigt autobiographische Züge und beschäftigt sich mit der Salazar-Zeit und dem Drang zu schreiben. In diesen Themenkomplex ist auch sein erstes dramatisches Werk Die Nacht (A Noite) einzuordnen, es erinnert an die Nacht vom 24. auf den 25. April 1974, die Nacht vor der Nelkenrevolution, die das Ende des Faschismus in Portugal besiegelte. Es folgten noch ein Erzählband, Theaterstücke und die für sein kommendes erzählerisches Werk entscheidende Erkundung seines Landes, Die portugiesische Reise, gleichsam das Motto aller seiner Romane, die seine Heimat zum Thema haben.

### Wirken in der Dritten Portugiesischen Republik
Seine Rückwandlung vom Journalisten zum Schriftsteller markierte aber 1976 sein Aufenthalt in der Genossenschaft „Unidade Colectiva de Produção Boa Esperança“ in Lavre, einem kleinen Dorf im Alentejo, der einige Monate dauerte. Seine Aufzeichnungen, Studien und Beobachtungen gingen in den 1980 erschienenen Roman Hoffnung im Alentejo (Levantado do Chão) ein, „wo der Erzählstil, der meine Romane charakterisiert, geboren wurde“, wie er selbst sagte. Der Alentejo ist die Heimat der Korkeiche, „die in vollster Lebensblüte steht – obwohl es wegen ihrer Massigkeit nicht so scheint –, wenn ihr die Haut in Fetzen abgerissen wird. Unter Schmerzensschreien.“ Mit dieser noch ganz realistischen bäuerlichen Familien- und Revolutionschronik hatte Saramago seinen nationalen Durchbruch, darin beschreibt er die Geschichte der Landarbeiter des Alentejo, ihr entbehrungsreiches und eintöniges Leben, ihr Aufbegehren gegen feudale Herrschaftsstrukturen, die sich in über 500 Jahren hinweg kaum verändert hatten. Die Besetzungen der Latifundien durch die Landarbeiter nach der Nelkenrevolution bilden den hoffnungsvollen Schlusspunkt der klerikalfaschistischen Diktatur: von nun an besteht die Hoffnung nicht mehr geknechtet, sondern tatsächlich „vom Boden erhoben“ (levantado do chão) zu leben.

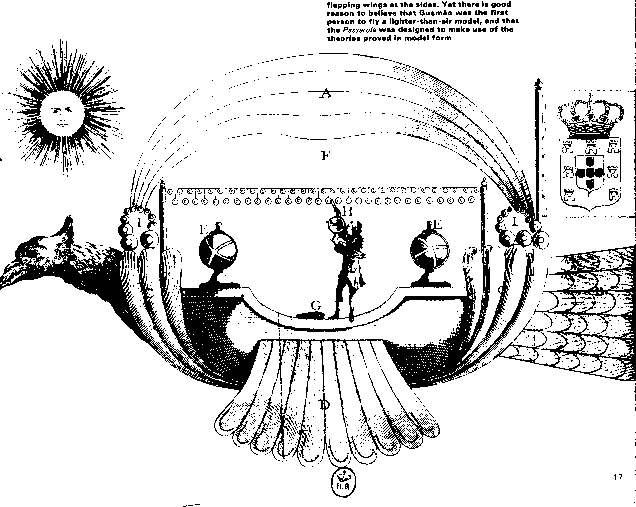
Das Luftschiff Passarola von Bartolomeu de Gusmão, zeitgenössische Darstellung

Mit Beginn der 1980er Jahre erschienen dann in Abständen von zwei bis drei Jahren weitere Romane. 1982 erzielte er seinen internationalen Durchbruch mit dem blasphemisch-humoristischen Liebesroman Das Memorial (Memorial do Convento), den Kritiker übereinstimmend zum saramagoeskesten aller seiner Romane erklären. Er beschreibt die Zeit der Inquisition im absolutistischen Portugal des 18. Jahrhunderts aus der Sicht „des kleinen Mannes“, den Bau des Palácio Nacional de Mafra, an dem 50.000 Arbeiter unter unmenschlichen Bedingungen arbeiteten und 2000 Menschen starben. Dieser Erdenschwere erscheint am Horizont schwach die Utopie einer besseren, gerechteren und freieren Welt entgegen, in dem magisch-realen Luftschiff von Bartolomeu de Gusmão und der Musik des Komponisten Domenico Scarlatti. Das Memorial inspirierte den italienischen Komponisten Azio Corghi zur Oper Blimunda, die 1990 in der Mailänder Scala uraufgeführt wurde. Der große Erfolg dieser beiden Romane bei den Lesern ermöglichte Saramago die finanzielle Unabhängigkeit als Schriftsteller. Seither galt er als einer der erfolgreichsten Autoren Portugals, und seine Werke wurden in mehr als 20 Sprachen übersetzt. Saramago wurde so zum bekanntesten zeitgenössischen Schriftsteller portugiesischer Sprache, in der sich über 200 Millionen Menschen auf vier Kontinenten verständigen.
1984 folgte mit Das Todesjahr des Ricardo Reis (O Ano da Morte de Ricardo Reis) ein weiteres Werk. Saramago erweckt Ricardo Reis, eines der Heteronyme von Fernando Pessoa, zum Leben. Und auch Pessoa, der zeit seines Lebens behauptete, er sei die Reinkarnation des langerwarteten Königs Sebastião (1554–1578), kehrt für einige Auftritte in die Welt der Lebenden zurück. Nebenbei kritisiert Saramago den Faschismus und die Kirche.
Als Querdenker fiel Saramago 1986 auf, als er sich gegen den Beitritt Portugals und Spaniens zur EU aussprach. Der im selben Jahr erschienene Roman Das steinerne Floß (A Jangada de Pedra) war die passende, fantastische Gedankenspielerei zur Zeitgeschichte: was würde passieren, wenn sich die Iberische Halbinsel vom Rest Europas losreißen und wie ein Floß in den Ozean hinaus treiben würde. Saramago war einer der wenigen Portugiesen, die eine Union von Spanien und Portugal befürworten.
1988 heiratete Saramago die spanische Journalistin Pilar del Río. Ein Jahr später erschien seine Geschichte der Belagerung von Lissabon (Historia do Cerco de Lisboa). In diesem Buch verknüpft Saramago eine Liebesgeschichte mit der unglaublichen Tat eines Korrektors, der in einem Geschichtsbuch das Wort „nein“ einfügt und damit die Geschichte neu schreibt, denn plötzlich helfen die Kreuzritter nicht mehr bei der Befreiung der Stadt von den Mauren.

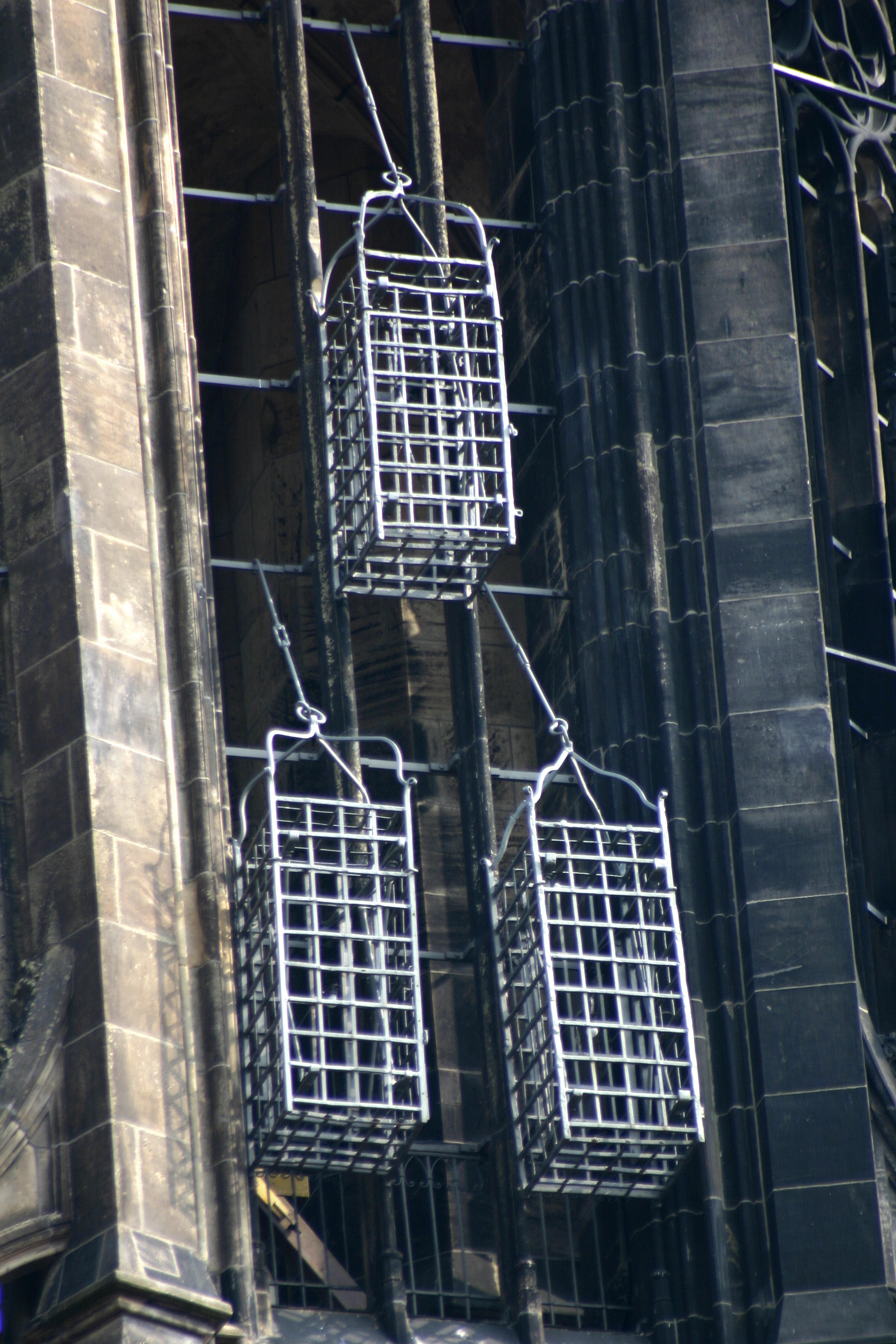
Die drei eisernen Körbe am Turm der Lambertikirche in Münster, in denen die Leichen der Häretiker aufgehängt wurden.

Saramagos siebter Roman, Das Evangelium nach Jesus Christus von 1991, ist seine gegen Klerus und Amtskirche gerichtete, dabei aber nicht unreligiöse Auseinandersetzung mit der Botschaft des Neuen Testaments, in der Saramago einen selbstkritischen Jesus am kirchlichen Glauben zweifeln lässt. Vom Vatikan wurde es wegen seiner ketzerischen Interpretation des Heilsgeschehens heftig kritisiert und für blasphemisch erklärt. Diese Reaktion belastete Saramago wenig. Auch als der Vatikan seine Missbilligung über die Erteilung des Nobelpreises an ihn zum Ausdruck brachte, sagte Saramago nur genervt: „Der Vatikan soll sich um seine eigenen Sachen kümmern und sich nicht fundamentalistisch gebärden.“ Ganz anders traf ihn der kulturpolitische Skandal, als der damalige Kulturstaatssekretär der konservativen Regierung, Pedro Santana Lopes, 1992 den Namen Saramagos unter dem Vorwand von der Liste der Kandidaten für den Europäischen Literaturpreis strich, der Roman verletze die religiösen Gefühle der katholischen Portugiesen, und so seinem neuen Buch die Teilnahme verweigerte. Saramago und seine Frau gingen ins Exil und verlegten als Protest gegen die Regierung ihren Wohnsitz auf die kanarische Insel Lanzarote, wo er bis zu seinem Tod lebte: „Wenn so etwas zu Zeiten der Salazar-Diktatur geschehen wäre, hätte ich es ja noch verstehen können. In einer Demokratie aber empfand ich diese Zensur beschämend“, erklärte er später. Er behielt aber immer eine Wohnung in Lissabon und zahlte seine Steuern weiter in Portugal.
Anfang 1993 veröffentlichte Saramago das poetische Drama In Nomine Dei (Im Namen Gottes), das er noch in Lissabon schrieb, aus dem das Libretto der Oper Divara – Wasser und Blut entstand, die zweite Zusammenarbeit mit Azio Corghi. Die Oper, die zur Zeit des Täuferreichs von Münster spielt, wurde am 31. Oktober 1993 zur 1200-Jahr-Feier der Stadtgründung an den Städtischen Bühnen in Münster uraufgeführt.
Von Lanzarote, aus der Werkstatt des Schriftstellers, erschienen in jährlichem Rhythmus seine Tagebücher Hefte von Lanzarote.
Mit Die Stadt der Blinden (O Ensaio sobre a Cegueira) veröffentlichte Saramago 1995 einen seiner berühmtesten Romane, in dem er in Parabelform eine Gesellschaft beschreibt, die aus den Fugen gerät, als bei einer rätselhaften und plötzlichen Erblindungsepidemie fast alle Menschen erkranken. Die Kranken werden in Ghettos gepfercht und sich selbst überlassen, eine furchtbare Hierarchie mit Unterdrückung und Vergewaltigungen bildet sich heraus. 2008 wurde das Werk vom brasilianischen Regisseur Fernando Meirelles für das Kino verfilmt.
Die Stadt der Blinden bildet zusammen mit Saramagos 1997 erschienenem Roman Alle Namen (Todos os Nomes) und seinem im Jahr 2000 veröffentlichten Roman Das Zentrum (A Caverna) die Trilogie der menschlichen Zustände, eine Bestandesaufnahme der Welt am Ende des Jahrtausends. 
1997 erschien Die Geschichte von der unbekannten Insel (O Conto da Ilha Desconhecida).
2004 kandidierte Saramago bei den Europawahlen für die Kommunistische Partei Portugals, allerdings auf einem aussichtslosen Listenplatz. Zudem war er Unterstützer von attac.
2005 erschien Eine Zeit ohne Tod, 2006 in Portugal unter dem Titel As Pequenas Memórias (Kleine Erinnerungen) eine Art Autobiografie, die seine Kindheit und Jugend zwischen städtischer und ländlicher Kultur schildert und mit seinem 15. Lebensjahr endet.

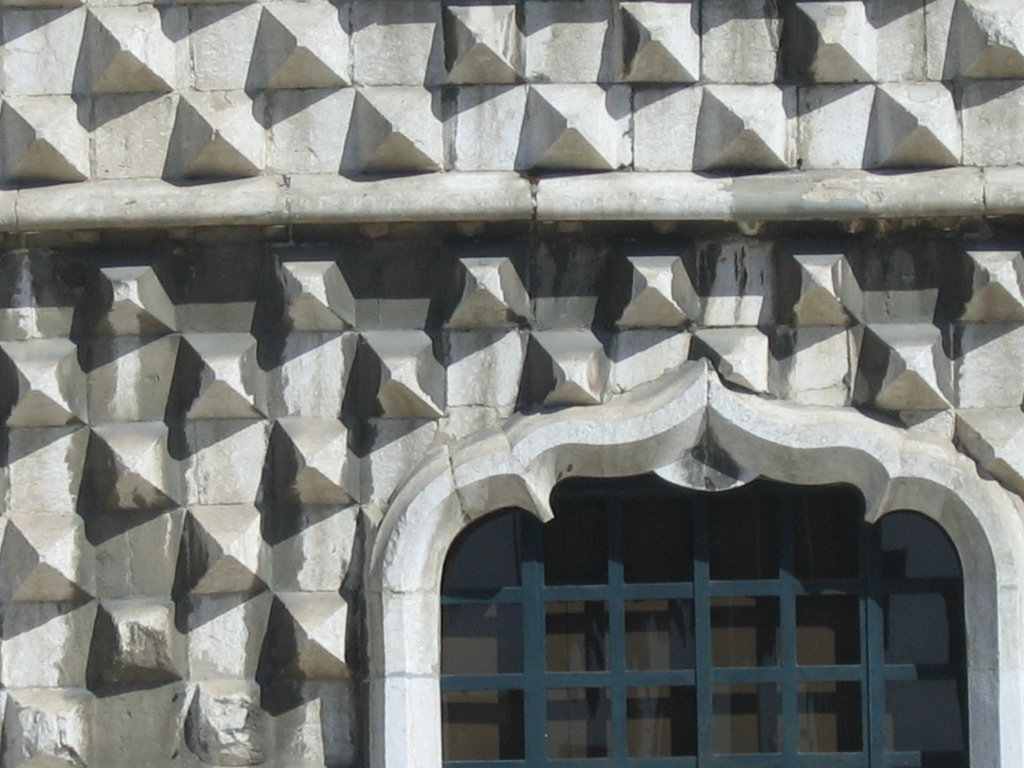
Detail der Fassade der Casa dos Bicos.

Als leidenschaftlicher Provokateur war Saramago schon bekannt, als er 2008 seine Landsleute ganz besonders mit dem Vorschlag ärgerte, Portugal solle territorialer Bestandteil des großen Nachbarn Spanien werden.
Noch mit seinem jüngsten Werk, dem religionskritischen Roman Kain, der Ende 2009 (deutsche Übersetzung 2011) erschien, sorgte der erklärte Atheist und Kommunist für hitzige Debatten. Portugals Bischöfe und konservative Zeitungskolumnisten nannten ihn „Ketzer“.
Je älter José Saramago wurde, umso freier fühlte er sich, und je freier er sich fühlte, umso radikaler nahm er politisch Stellung. Dies sorgte erst kurz vor seinem Tod noch für Irritationen, als Saramago in seinem Internetblog, den er über fünf Jahre betrieb und in dem er seinem Zorn über die Verhältnisse freien Lauf ließ und nicht nur scharfe Kritik am globalisierten Kapitalismus, an Politikern wie dem italienischen Ministerpräsidenten Silvio Berlusconi oder Frankreichs Staatspräsidenten Nicolas Sarkozy oder auch am Papst übte, sondern in vielen Notaten auch die israelische Besetzungspolitik geißelte – und die israelische Armee mit der deutschen Wehrmacht verglich. Dies trug ihm wie schon 2002, als er in palästinensischen Flüchtlingslagern den „Geist von Auschwitz“ entdeckte, Antisemitismusvorwürfe ein. Im April 2010 wurde bekannt, dass sich der Rowohlt Verlag, der Saramagos Werk jahrelang auf Deutsch herausbrachte, weigerte, das israelkritische Blogtagebuch zu veröffentlichen. Die deutschen Ausgaben seiner letzten Bücher erschienen daraufhin bei Hoffmann und Campe.
José Saramago starb am 18. Juni 2010 nach langer Krankheit im Alter von 87 Jahren in seinem Haus in Tías auf Lanzarote. Die portugiesische Regierung ordnete aus Anlass seines Todes eine zweitägige Staatstrauer an. Seine Asche ist in Lissabon in der Rua dos Bacalhoeiros (Straße der Bacalhau-Händler) unter einem hundertjährigen Olivenbaum beigesetzt worden, gegenüber dem Sitz der Saramago-Stiftung, die sich in der Casa dos Bicos befindet, dem Haus der Spitzen, so genannt wegen der nach italienischem Vorbild spitz zulaufenden Diamantquader an der Fassade. Es ist Lissabons einziges säkulares Gebäude der Frührenaissance. Die Inschrift im Boden neben dem Olivenbaum Mas não subiu para as estrelas se à terra pertencia (sinngemäß: Aber er stieg nicht hinauf zu den Sternen, denn der Erde gehörte er) ist dem letzten Satz von Saramagos Roman Memorial do Convento (Das Memorial) entnommen.

## Stil und Themenwahl
Obwohl sich Saramago als Pessimist bezeichnete und trotz mancher an Kafka erinnernden Situationen in seinen Romanen sind in seinen Texten immer auch Hoffnung, tief wurzelnder Glaube an das Gute im Menschen und in der Welt sowie Appelle an die Humanität zu finden. Häufig wird sein Stil mit dem Magischen Realismus des kolumbianischen Schriftstellers Gabriel García Márquez verglichen, insbesondere wegen seiner Technik, historischen Persönlichkeiten in seinen Werken fiktive Figuren gegenüberzustellen.
Seine Romane spielen in verschiedenen historischen Epochen Portugals, wobei es sich aber nicht um historische Romane im eigentlichen Sinne handelt. Im Mittelpunkt steht meist das Verhalten und Bemühen einzelner Personen oder Gruppen (meist Angehöriger der unteren Schichten), mit einer für sie feindlichen Umwelt bzw. Gesellschaft zurechtzukommen.
Seine Romane haben teilweise surrealistische und märchenhafte Züge, beispielsweise wenn in Die Stadt der Blinden nach und nach alle Einwohner einer Stadt mit Blindheit geschlagen werden. Diese Situation bildet den Hintergrund für eine Schilderung von allgemein-menschlichen Verhaltensweisen. So sind seine Protagonisten gleichzeitig individuelle Personen, die einen Entwicklungsprozess durchlaufen, als auch Charaktermasken, die für bestimmte Personengruppen stehen.

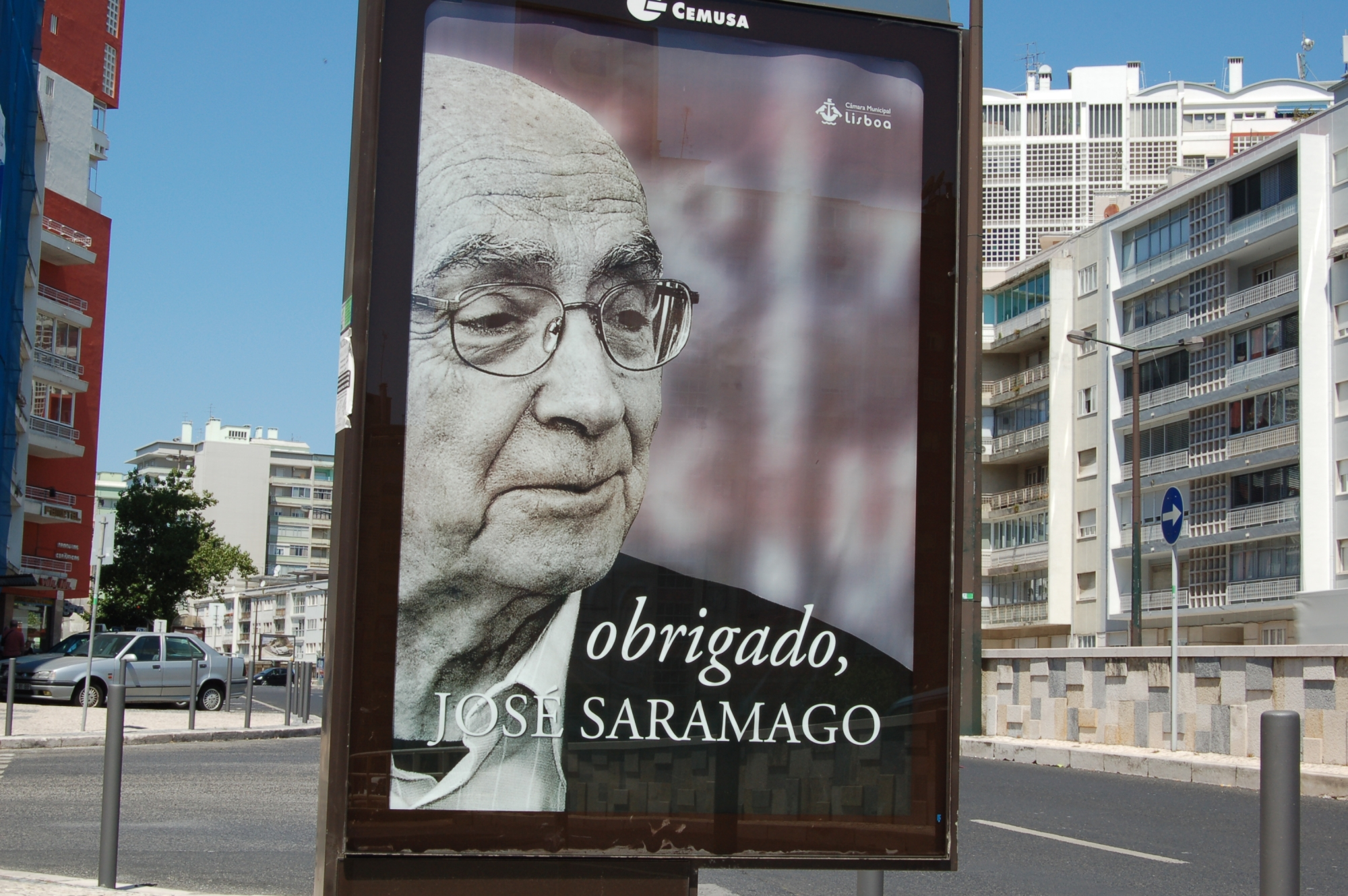
„Danke José Saramago“ – Lissabon, Oktober 2010

## Auszeichnungen
Saramago erhielt viele portugiesische und internationale Literaturpreise, so 1979 den Prémio da Associação de Críticos Portugueses; 1980 den Prémio Cicade de Lisboa für Hoffnung im Alentejo; 1982 den Prémio Literário Município de Lisboa für Das Memorial; 1986 den Prémio da Crítica da Associação Portuguesa de Críticos (Prémio D. Dinis) für Das Todesjahr des Ricardo Reis; 1991 wird ihm vom französischen Kulturministerium der Titel Chevalier des Arts et Lettres verliehen; 1992 erhält Saramago den Premio Internazoniale Ennio Flaiano (Italien). 1993 erhält das Stück In Nomine Dei den Grande Prémio de Teatro da Associação Portuguesa de Escritores und die englische Übersetzung von Das Todesjahr des Ricardo Reis den Independent Foreign Fiction Prize. 1996 erhält Saramago den Prémio Camões und 1998 – als erster Portugiese, als portugiesischsprachiger Autor – den Nobelpreis für Literatur. Er wird zum Adoptivsohn von Lanzarote ernannt.
Er besaß Ehrendoktortitel der Universitäten von Turin, Sevilla und Valencia, Manchester und Coimbra.
Nach ihm benannt ist der seit 1999 verliehene, bedeutende portugiesische Literaturpreis Prémio José Saramago.

## Werke

### Lyrik
- Os Poemas Possíveis. Portugália Ed. 1966, Ed. Caminho, 1982.
- Provavelmente Alegria. Livros Horizonte 1970, Ed. Caminho, 1985.
- O Ano de 1993. Ed. Futura 1975, Ed. Caminho, 1987.
- Deutsch: Über die Liebe und das Meer. Gedichte: aus dem Portugiesischen von Niki Graça; Verlag Hoffmann und Campe, Hamburg 2011, ISBN 978-3-455-40320-6.

### Zeitgeschichte
- Deste Mundo e do Outro. Ed Arcádia 1971, Ed Caminho, 1985.
- A Bagagem do Viajante: crónicas. Ed. Futura 1973, Ed. Caminho, 1986.
- As Opiniões que o DL teve. Seara NovaEd. Futura, 1974.
- Os Apontamentos: crónicas política. Seara Nova, 1976, Ed. Caminho, 1990.

### Tagebücher
- Cadernos de Lanzarote I. 1994.
- Cadernos de Lanzarote II. 1995.
- Cadernos de Lanzarote III. 1996.
- Cadernos de Lanzarote IV. 1997.
- Cadernos de Lanzarote V. 1998.

### Reisebeschreibungen
- Viagem a Portugal. Círculo de Leitores 1981, Ed. Caminho, 1984
(deutsch: Die portugiesische Reise. ISBN 978-3-455-40416-6)

### Dramen
- A Noite. Ed. Caminho, 1979
  - Deutsch: Die Nacht. ISBN 978-3-940627-00-1)
- Que Farei com este Livro? Ed. Caminho, 1980.
- A Segunda Vida de Francisco de Assis. Ed. Caminho, 1987.
- In Nomine Dei. Ed. Caminho, 1993.
- Don Giovanni ou o Dissoluto Absolvido. Ed. Caminho, 2005.

### Romane und Novellen
- Terra do Pecado. Minverva, 1947.
- Manual de Pintura e Caligrafia. Moraes Ed. 1977, Ed. Caminho, 1984.
  - Deutsche Ausgabe: Handbuch der Malerei und Kalligraphie. Aus dem Portugiesischen übersetzt von Maria Eduarda Alvelos. Atlantik Verlag, Hamburg 2018, ISBN 978-3-455-00212-6.
- Objecto Quase. Moraes Ed. 1978, Ed. Caminho, 1984.
  - Deutsche Ausgabe: Der Stuhl und andere Dinge. Erzählungen. Aus dem Portugiesischen übersetzt von Sarita Brandt und Andreas Klotsch. Rowohlt, Reinbek bei Hamburg 1998, ISBN 3-498-06263-8.
- Poética dos Cinco Sentidos – O Ouvido. 1979.
- Levantado do Chão. Ed. Caminho, 1980.
  - Deutsche Ausgabe: Hoffnung im Alentejo. Aus dem Portugiesischen übersetzt von Rainer und Rosi Bettermann. Hoffmann & Campe, Hamburg 2013, ISBN 978-3-455-40440-1.
- Memorial do Convento. Ed. Caminho, 1982, Círculo de Leitores, 1984.
  - Deutsche Ausgabe: Das Memorial. Aus dem Portugiesischen übersetzt von Andreas Klotsch. Atlantik Verlag, Hamburg 2019, ISBN 978-3-455-00502-8.
- O Ano da Morte de Ricardo Reis. Ed. Caminho, 1984.
  - Deutsche Ausgabe: Das Todesjahr des Ricardo Reis. Aus dem Portugiesischen übersetzt von Rainer Bettermann. Atlantik Verlag, Hamburg 2014, ISBN 978-3-455-65017-4.
- A Jangada de Pedra. Ed. Caminho 1986, Círculo de Leitores, 1987.
  - Deutsche Ausgabe: Das steinerne Floß. Aus dem Portugiesischen übersetzt von Andreas Klotsch. Atlantik Verlag, Hamburg 2015, ISBN 978-3-455-65076-1.
- A Segunda Vida de Francisco de Assis. Ed. Caminho Lissabon, Caminho, 1987.
- História do Cerco de Lisboa. Ed. Caminho, 1989.
  - Deutsche Ausgabe: Geschichte der Belagerung von Lissabon. Aus dem Portugiesischen übersetzt von Andreas Klotsch. Atlantik Verlag, Hamburg 2018, ISBN 978-3-455-00060-3.
- O Evangelho segundo Jesus Cristo. Ed. Caminho, 1991.
  - Deutsche Ausgabe: Das Evangelium nach Jesus Christus. Aus dem Portugiesischen übersetzt von Andreas Klotsch. Atlantik Verlag, Hamburg 2018, ISBN 978-3-455-00317-8.
- Ensaio sobre a Cegueira. Ed. Caminho, 1995.
  - Deutsche Ausgabe: Die Stadt der Blinden. Aus dem Portugiesischen übersetzt von Ray-Güde Mertin. Rowohlt, Reinbek bei Hamburg 2008, ISBN 978-3-499-22467-6.
- Todos os Nomes. Ed. Caminho, 1997.
  - Deutsche Ausgabe: Alle Namen. Aus dem Portugiesischen übersetzt von Ray-Güde Mertin. Atlantik Verlag, Hamburg 2016, ISBN 978-3-455-65104-1.
- O Conto da Ilha Desconhecida. Assírio & Alvim, 1997.
  - Deutsche Ausgabe: Die Geschichte von der unbekannten Insel. Aus dem Portugiesischen übersetzt von Ray-Güde Mertin. Hoffmann & Campe, Hamburg 2014, ISBN 978-3-455-40397-8.
  - Deutsch: Zweisprachige Ausgabe. TFM, Frankfurt/M. 2005, ISBN 3-925203-98-2.
- A Caverna. Ed. Caminho, 2000.
  - Deutsche Ausgabe: Das Zentrum. Aus dem Portugiesischen übersetzt von Marianne Gareis. Btb Verlag, München 2014, ISBN 978-3-442-74530-2.
- O Homem Duplicado. Ed. Caminho, 2002.
  - Deutsche Ausgabe: Der Doppelgänger. Aus dem Portugiesischen übersetzt von Marianne Gareis. Btb Verlag, München 2013, ISBN 978-3-442-74531-9.
- Ensaio sobre a Lucidez. Ed. Caminho, 2004.
  - Deutsche Ausgabe: Die Stadt der Sehenden. Aus dem Portugiesischen übersetzt von Marianne Gareis. Btb Verlag, München 2015, ISBN 978-3-442-74528-9.
- As Intermitências da Morte. Ed. Caminho, 2005.
  - Deutsche Ausgabe: Eine Zeit ohne Tod. Aus dem Portugiesischen übersetzt von Marianne Gareis. Atlantik Verlag, Hamburg 2015, ISBN 978-3-455-65040-2.
- As pequenas Memórias. Ed. Caminho, 2006, ISBN 972-21-1831-5.
  - Deutsche Ausgabe: Kleine Erinnerungen. Aus dem Portugiesischen übersetzt von Marianne Gareis. Hoffmann & Campe, Hamburg 2016, ISBN 978-3-455-40404-3.
- A Viagem do Elefante. Ed. Caminho, 2008, ISBN 978-972-21-2017-3.
  - Deutsche Ausgabe: Die Reise des Elefanten. Aus dem Portugiesischen übersetzt von Marianne Gareis. Hoffmann & Campe, Hamburg 2010, ISBN 978-3-455-40279-7.
- Caim. Ed. Caminho, 2009, ISBN 978-972-21-2076-0.
  - Deutsche Ausgabe: Kain. Aus dem Portugiesischen übersetzt von Karin von Schweder-Schreiner. Hoffmann & Campe, Hamburg 2011, ISBN 978-3-455-40295-7.
- Claraboia. Ed. Caminho, Lissabon 2011, ISBN 978-972-21-2441-6.
  - Deutsche Ausgabe: Claraboia oder wo das Licht einfälltAus dem Portugiesischen übersetzt von Karin von Schweder-Schreiner. Hoffmann & Campe, Hamburg 2013, ISBN 978-3-455-40439-5.

## Filme
- 1995: Saramago: Documentos (Fernseh-Dok.), Regie: João Mário Grilo
- 2002: Língua – Vidas em Português (Mitwirkung am Dokumentarfilm zur Lusophonie), Regie: Vitor Lopes
- 2002: Jangada de Pedra/La balsa de piedra (Verfilmung des Romans „Das steinerne Floß“) Regie: George Sluizer
- 2008: Die Stadt der Blinden (Verfilmung des Romans „Die Stadt der Blinden“), Regie Fernando Meirelles
- 2009: José Saramago – Plano B (Dokumentation/Porträt), Regie: António Castanheira
- 2010: Embargo (Verfilmung der Erzählung aus der Sammlung „Der Stuhl und andere Dinge“), Regie: António Ferreira
- 2010: José e Pilar (Dok.), Regie: Miguel Gonçalves Mendes
- 2013: Enemy (Verfilmung des Romans „Der Doppelgänger“), Regie: Denis Villeneuve
- 2020: O Ano da Morte de Ricardo Reis (Verfilmung des Romans „Das Todesjahr des Ricardo Reis“), Regie: João Botelho